# Црква Светог апостола Луке у Брежани
Црква Светог апостола Луке у Брежани, насељеном месту на територији града Пожаревца, припада Епархији браничевској Српске православне цркве.
Црква посвећена Светом Јеванђелисти Луки подигнута је 1935. године и ктиторско је дело Патријарха српског Димитрија, рођеног у овом месту.